# 出雲信用組合
出雲信用組合（いずもしんようくみあい）は、かつて2006年まで存在し、島根県出雲市に本店を置いていた信用組合。「いずしん」の愛称で親しまれていた。統一金融機関コードは2660、合併前時点での店舗数は17ヶ店だった。

## 概要
2006年11月6日、大田市に本店を置いていた（旧）島根中央信用金庫と対等合併し存続金融機関を信用金庫として解散した。これと同時に、新島根中央信金の本店、及び本部機能を出雲市の旧：出雲信組本店所在地に移転した。なお、島根中央信金旧本店については「大田営業部」本部は「石見営業本部」となった。合併前の両金融機関の預金量は約100億円、貸出量で約200億円ほど出雲信用組合が多かった。
合併されるまでは島根銀行とのATM相互開放（しまぎん・いずしんネットサービス）を行っていたが、島根中央信金に合併されて以降も同信組からの流れで本サービス（しまぎん・中央しんきんネットサービスに名称変更）を継続されることになった。
これにより、島根県に店舗を構える信用組合は信用組合広島商銀松江支店（2009年8月に閉店）と島根益田信用組合のみとなった。

## 沿革
- 1949年（昭和24年）6月  出雲市商工業協同組合設立
- 1950年（昭和25年）3月　出雲市信用組合に改組
- 1984年（昭和59年）10月　出雲信用組合に名称変更
- 1994年（平成6年）9月　大社信用組合及び平田信用組合と合併
- 2002年（平成14年）4月22日　島根銀行とATM・CD相互無料提携（しまぎん・いずしんネットサービス）を開始。
- 2006年（平成18年）11月6日　出雲信用組合と島根中央信用金庫が対等合併（旧島根中央信金が存続）して解散。同信金本店を出雲市（旧：出雲信用組合 本店）に移転する（なお、島根中央信金の旧本店は「大田営業部」に改称）。

## 出身者
- 大野豊（元プロ野球選手）